# Träskmorden

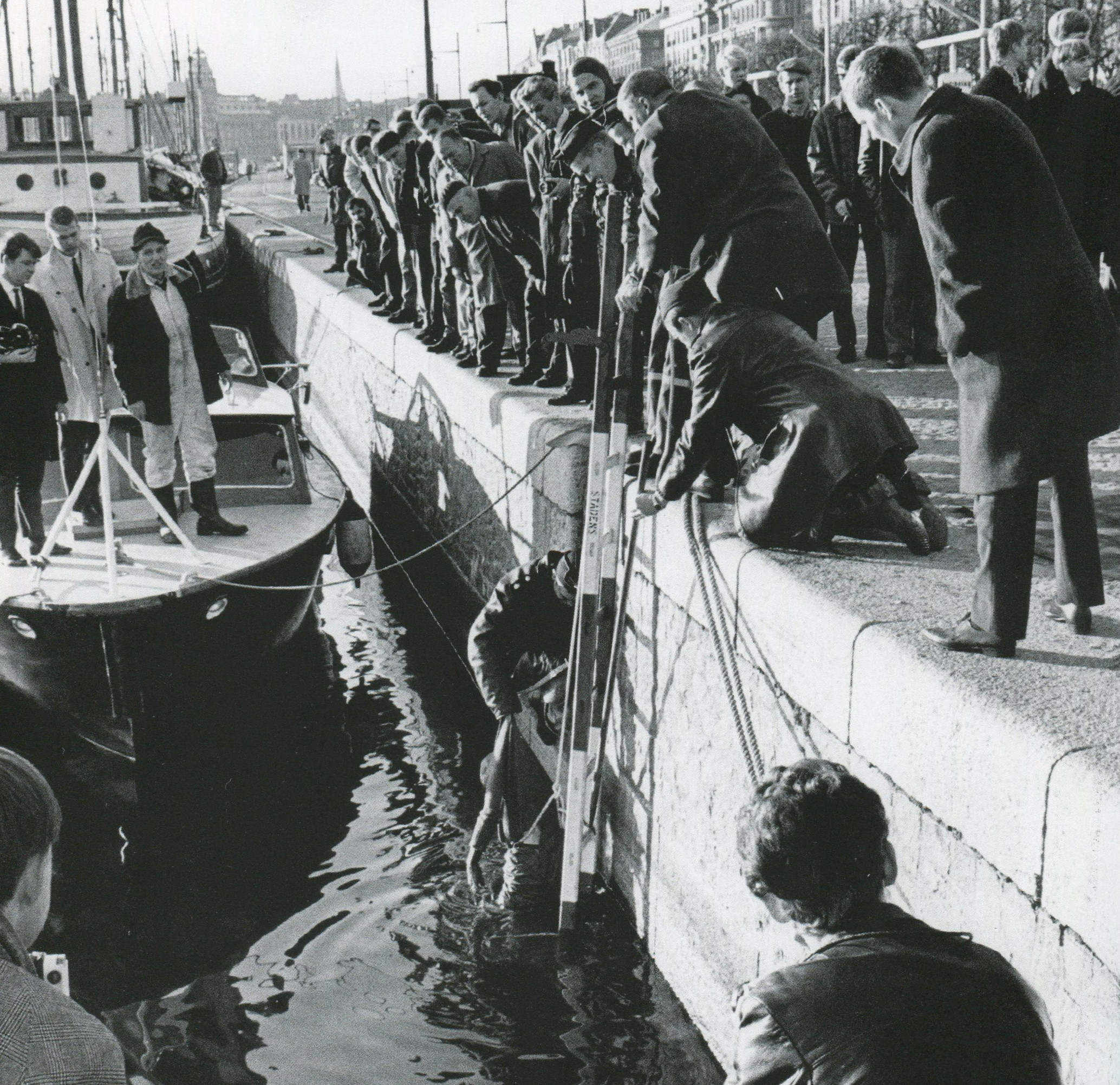
”Träskmördarens” tredje offer, Siv Gryting, hissas upp vid kajen längs Strandvägen den 28 oktober 1966.

Träskmorden var kvällspressens beteckning på tre mord begångna av Hans ”Tuppen” Marmbo i Stockholm hösten 1966. ”Träsket” kallades området kring Brunnsgatan 26, där två av morden begicks. Den stort uppslagna rapporteringen om morden gjorde tidningsläsarna medvetna om en social miljö som många inte hade haft en aning om. ”Träsket” var rivningskåkar bebodda av kriminella, alkoholister och prostituerade. Pressen skrev också mycket om det tidigare okända amfetaminmissbruket i kretsarna där Marmbo rörde sig, fast han själv inte tycks ha använt amfetamin.
Marmbo, som var inbrottstjuv och alkoholist, mördade först sin medbrottsling Per Erik Hallsén efter ett misslyckat inbrott, sedan sexköparen Nils Erik Stenbäck (som frekventerat den prostituerade sambon till en annan av Marmbos medbrottslingar), och till sist Siv Gryting (väninna till den prostituerade kvinnan och syster till två av hans medbrottslingar). Marmbo mördade under druckna vredesutbrott och tycks inte ha haft några mera uttänkta motiv. Han sänkte liken vid Riddarholmskajen och Strandvägen. Det har något oegentligt givit upphov till uttrycket ”ståplats i Nybroviken”.
I juni 1967 dömdes Marmbo till livstids fängelse för morden. 
Efter att ha blivit frigiven bodde han i Tystberga. Han ligger begravd på Skogskyrkogården, ett stenkast från sitt sista offer.

## Per Erik ”Perra” Hallsén
Per Erik ”Perra” Hallsén och Hasse ”Kofot” Björkman begick tillsammans med Marmbo ett inbrott på Restaurang Söderport på Liljeholmsbron fredagen den 7 oktober 1966. Det blev dock en besvikelse, då de inte lyckades få upp kassaskåpet, utan det enda stöldbytet blev sprit. De begav sig till Brunnsgatan 26 där Hasse ”Kofots” bror Åke Björkman bodde tillsammans med den prostituerade Astrid Gennestad. På lördagskvällen 8 oktober körde de ut på Riddarholmen, där Hallsén och Marmbo började slåss. Hallsén fick ett slag i tinningen och föll över kajkanten. Kroppen hittades den 5 november i Norrström vid Vasabron.

## Nils Erik Stenbäck
Den 15 oktober begav sig Marmbo till Brunnsgatan 26 för att Åke Björkman bett honom att se till Astrid Gennestad. Där mötte han sexköparen Nils Erik Stenbäck som hånade Marmbo och kallade honom arbetslös och hallick. Marmbo slog Stenbäck och högg honom fem gånger med en kniv. Gennestad tog Stenbäcks plånbok och klocka och de återvände till Riddarhuskajen där de sänkte kroppen. Den kilade fast sig i stående position mellan kajkanten och en kassun.

## Siv Gryting
Kvällen den 18 oktober befann sig Marmbo och Gennestad i lägenheten på Brunnsgatan 26. Där fanns även Åke Björkmans och Hasse ”Kofots” syster, den prostituerade Siv Gryting. Hon injicerade preludin men fick en snedtändning. Marmbo slog henne i huvudet två gånger med en rörtång. Gryting överlevde slagen, vilket Marmbo inte insåg. Han kastade ut henne genom fönstret, varvid hon bröt armar, ben, nacke och ryggrad och dog. Marmbo dumpade kroppen vid kajen längs Strandvägen, nära Banérgatan. Liket hittades av polisens dykare den 28 oktober.

## Offer
- Per Erik Gustav Hallsén, född 19 april 1932 i Tierp, död 5 november[a] 1966, skild sedan augusti 1961.[4]
- Nils Erik Stenbäck, född 20 mars 1921 i Umeå, död 11 november 1966 i Stockholm.[5]
- Siv Elisabet Gryting, född Björkman 31 december 1930 i Katarina församling i Stockholm, död 28 oktober 1966. Gift sedan 14 september 1952.[6]

## Fotnoter
1. ↑  Dödsdatumet enligt dödsboken tycks vara det datum då Hallsén hittades, inte då han mördades, vilket verkar ha varit 8 oktober